# CCC - Polsat/2003
CCC - Polsat to zawodowa grupa kolarska, która w 2003 występowała w 1. dywizji UCI. Grupa brała udział m.in. w wyścigu Giro d'Italia.

## Skład
- Dariusz Baranowski ( Polska)
- Łukasz Bodnar ( Polska)
- Bohdan Bondariew ( Ukraina)
- Tomasz Brożyna ( Polska)
- Piotr Chmielewski ( Polska)
- Marek Galiński ( Polska)
- Seweryn Kohut ( Polska)
- Sławomir Kohut ( Polska)
- Jacek Mickiewicz ( Polska)
- Andris Naudužs ( Łotwa)
- Łukasz Podolski ( Polska)
- Piotr Przydział ( Polska)
- Radosław Romanik ( Polska)
- Dariusz Skoczylas ( Polska)
- Ondřej Sosenka ( Czechy)
- Krzysztof Szafrański ( Polska)
- Paweł Tonkow ( Rosja)
- Marc Weisshaupt ( Niemcy)
- Arkadiusz Wojtas ( Polska)
- Jarosław Zarębski ( Polska)